# Franz Kaim

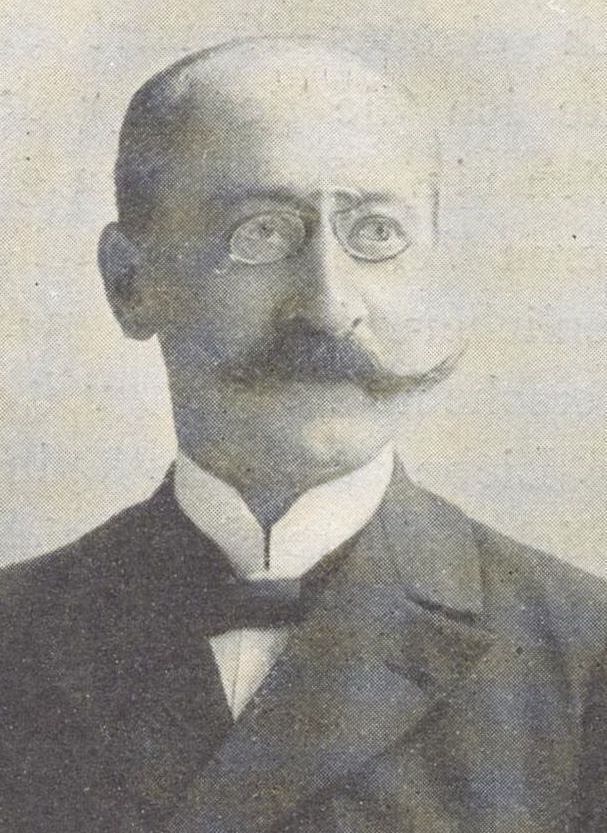
Franz Kaim, um 1913

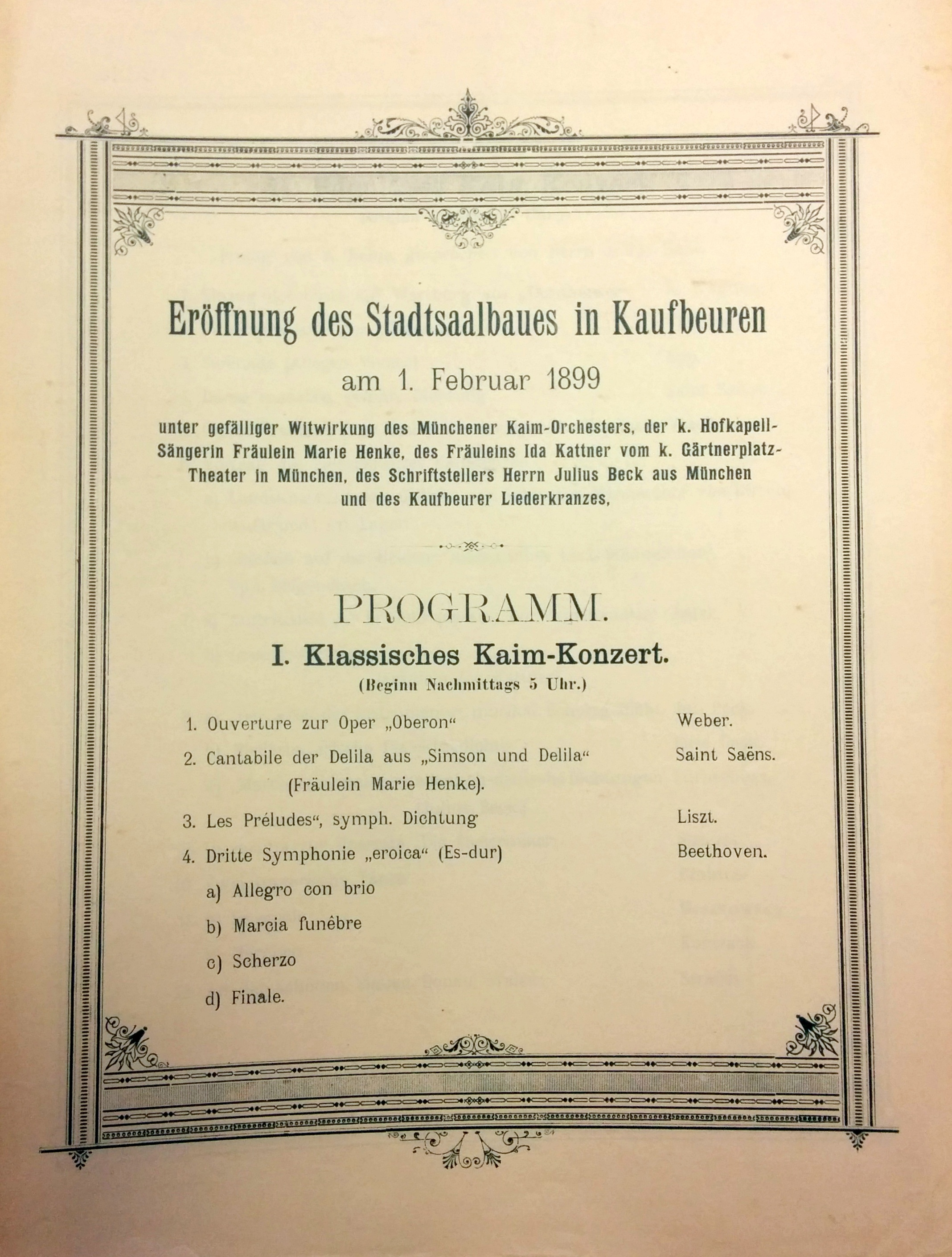
Programmheft eines "Kaim-Konzert" von 1899 in Kaufbeuren

Franz Kaim (* 13. Mai 1856 in Kirchheim unter Teck; † 17. November 1935 in Kempten (Allgäu)) war Konzertveranstalter und königlich württembergischer Hofrat. Kaim gründete 1893 das Kaim-Orchester, den Vorgänger des Orchester des Münchener Konzertvereins und später der Münchner Philharmoniker. Dies ist heute ein international renommiertes deutsches Spitzenorchester.

## Leben
Kaim war Sohn des Pianofortefabrikanten in Stuttgart Franz Kaim (1822–1901) und der Karoline Pauline Krais (1828–1900). Sein Großvater war der Instrumentenmacher in Kirchheim unter Teck Franz Anton Kaim, ein Bruder des Heinrich Kaim. Franz Kaim studierte Philologie in Tübingen. Während seines Studiums wurde er 1874 Mitglied der Tübinger Königsgesellschaft Roigel. Er promovierte zum Dr. phil. und war als Dozent an der Polytechnischen Hochschule zu Stuttgart tätig. Seit 1891 veranstaltete er Klavier- und Gesangsabende unter dem Titel „Kaimkonzerte“, sowohl um die Instrumente seines Vaters in München bekannt zu machen als auch um begabten Solisten, insbesondere Pianisten und Sängern, ein Podium zu schaffen. Auf ihn geht auch die Errichtung des Kaim-Saals in München 1895 zurück, der später Tonhalle genannt wurde.
Aufgrund seines Erfolges beschloss er, ein Orchester zu gründen. Durch attraktive Programmgestaltung, Abonnementskonzerte und seit 1898 durch Volkssymphoniekonzerte sowie populäre Sonntagskonzerte errang dieses Orchester rasch überregionale Bedeutung in Deutschland und konnte erfolgreiche Gastspielreisen nach Holland, Österreich und Italien durchführen. Kaim gründete 1895 den Philharmonischen Chor München und 1899 die berühmten Kurkonzerte in Bad Kissingen. 
Im Jahr 1882 heiratete er Beirut Emilie Jacho-Ilg und am 22. März 1892 vermählte er sich in zweiter Ehe in Nürnberg mit Karoline Schirndinger von Schirnding. 1905 zog er mit seiner Familie in seine Geburtsstadt Kirchheim unter Teck um.

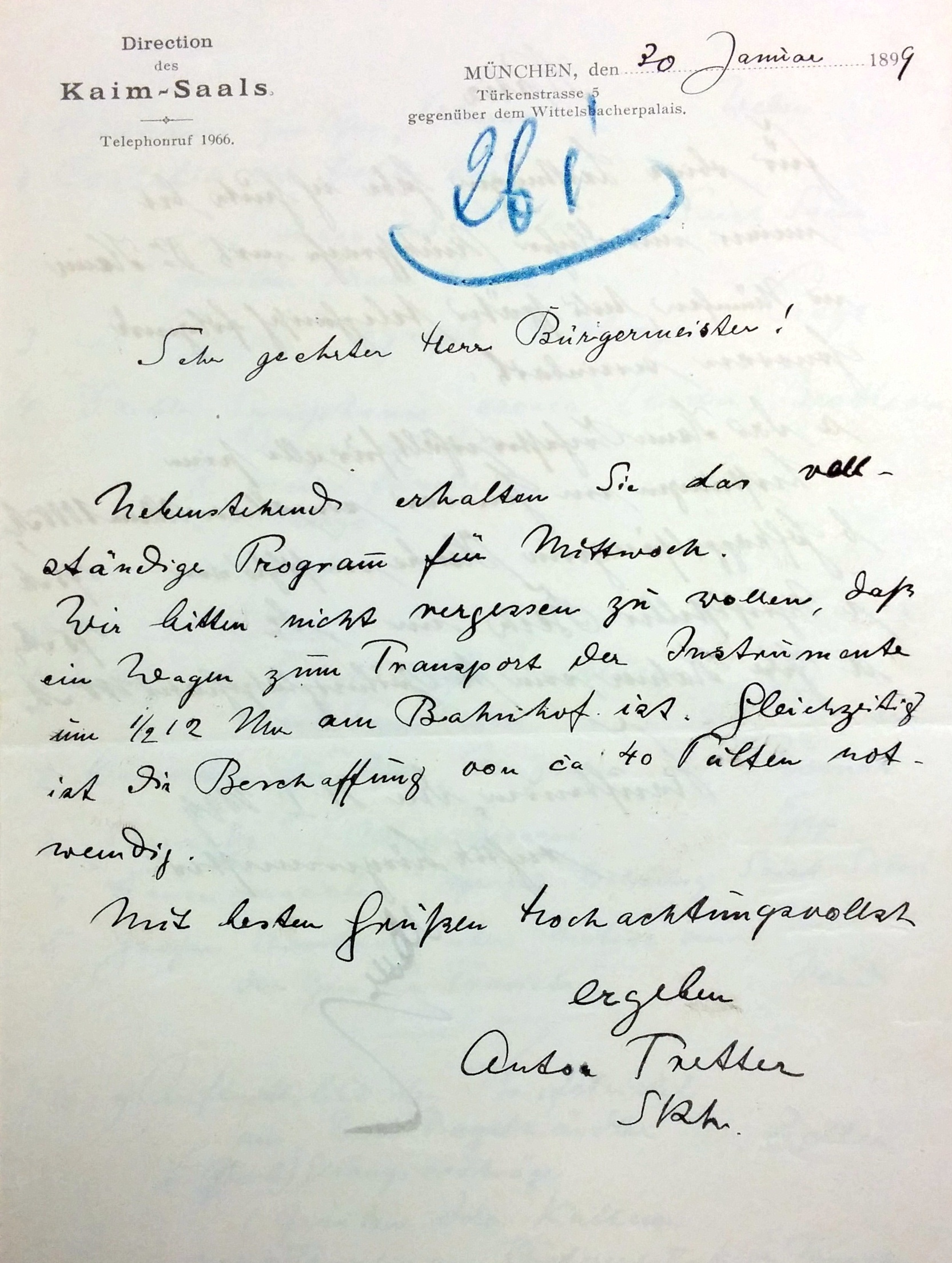
Brief der Direktion des Kaim-Saals an den Kaufbeurer Oberbürgermeister Stumpf 1899

## Veröffentlichungen
- Franz Kaim: Blätter aus dem Allgäu Kempten, Verlag des Kemptener Tag- und Anzeigeblattes, 1910, in 12 Nummern erschienen
- Franz Kaim und Robert Mertner: Englisch für Kaufleute. München, Verlag f. Zeitgemäße Sprachmethodik, 1928, 1.–5. Aufl.
- Franz Kaim: Konrad Widerhold, der Kommandant auf Hohentwiel. Kirchheim-Teck (Württ.), Selbstverlag, 1926, 1.–2. Tsd.
- Franz Kaim: Spanische Erzählungsliteratur. Kempten, Gesellschaft zur Verbreitung zeitgemässer Sprachmethoden, 1923.
- Franz Kaim: Ekkehard. München, Verlag Deutsche Heimatspiele, 1928, 1.–2. Tsd.
- Franz Kaim: Sammlung englischer Meister-Novellen. Kempten i. B., Gesellschaft zur Verbreitung zeitgemässer Sprachmethoden, 1922.